# El Santo
El Santo (Mexicaltzingo, Mexico, Mèxic; 23 de setembre de 1917-Ciutat de Mèxic, 5 de febrer de 1984) va ser el nom artístic de Santos Moreno, un lluitador professional i actor mexicà. Amb el sobrenom d'El enmascarado de plata, és un dels lluitadors més famosos de Mèxic i el món i un de les icones en la cultura mexicana del segle xx. En paraules de Carlos Monsiváis, El Santo va ser «el ritu de la pobresa, dels consols baralladors dins del gran desconsol-que-és-la-vida, la mescla exacta de tragèdia clàssica, circ, esport olímpic, comèdia, teatre de varietat i catarsi laboral».
Com a lluitador va combatre de 1942 a 1982, període de quatre dècades en el qual mai va ser desemmascarat. Des dels anys 50 a Mèxic era un heroi popular i un símbol de la justícia per a les persones, ja que el seu personatge va transcendir l'àmbit de la lluita lliure i es va transformar en un superheroi en aconseguir un maneig molt hàbil de la seva imatge en diversos mitjans massius. Va ser transformat cap a 1952 en heroi de historieta amb la publicació setmanal Santo, El Enmascarado de Plata ¡Una aventura atómica!, editada per José G. Cruz i que va arribar a vendre milers d'exemplars setmanals. Però El Santo es va convertir en un referent mediàtic internacional a causa de la seva incursió al cinema el 1958, protagonitzant 52 films en els quals va lluitar contra diferents enemics com a homes llop, dones vampir i extraterrestres. Aquestes pel·lícules van ser un èxit de taquilla no sols a Mèxic, sinó en gran part d'Amèrica Llatina, Europa i alguns llocs tan distants como Líban o Turquia.
El gènere de lluitadors va ser inaugurat en 1952 per un altre lluitador professional emmascarat, "El Médico Asesino", een una pel·lícula el títol de la qual va ser, irònicament, "El Enmascarado de Plata". Però no va ser sinó fins a 1958 quan Santo es va convertir en personatge de cinema, aconseguint un èxit irresistible perquè venia precedit per l'èxit reeixit en la historieta que es publicava des de 1952. Altres figures del quadrilàter com Huracán Ramírez, Blue Demon i Mil Máscaras ambé incursionaron al cinema, però mai van tenir la fama de Santo, a qui podem considerar el primer gran producte comercial sorgit de la lluita lliure. Després de la defunció de Rodolfo Guzmán, un dels seus fills, Jorge Guzmán Rodríguez, va adoptar la màscara del seu progenitor, donant-se a conèixer com El Hijo del Santo.

## Nets
- Brayam Moreno Alegria
- Daniel Moreno Martínez
- Alvaro Moreno Alegria
- Fatima Moreno Martínez
- Sharon Lua Moreno Rubí
- Kevin Emanuel Moreno Alegria
- Héctor Moreno Martínez

## Biografia

### Els seus inicis
Va néixer en Tulancingo, Hidalgo, el 23 de setembre de 1917, fill de Josefina Huerta Márquez i Jesús Guzmán Campuzano. Va ser el cinquè de set fills. Rodolfo va arribar a la Ciutat de Mèxic en els anys 20, quan la seva família es va assentar al Centre Històric de la Ciutat de Mèxic, en un veïnatge conegut com la Covadonga, al carrer Belisario Domínguez. En un inici va practicar Beisbol i futbol americà, però després es va interessar per la lluita. Va aprendre Jūjutsu i després lluita grecoromana, i alguns testimoniatges indiquen que va prendre classes de pintura.
Cap a 1933 o 1934, al mateix temps que treballava com a obrer en una fàbrica tèxtil, va aprendre lluita lliure en entrenar-se al costat dels seus germans Miguel i Jesús en el Casino de la Policia de la Ciutat de Mèxic. La lluita lliure ja despuntava en popularitat entre el públic de la Ciutat de Mèxic, impulsada per l'empresari Salvador Lutteroth. El seu germà Miguel debutaria com Black Guzmán en 1934 i Jesús com El Pantera Negra. Desafortunadament El Pantera Negra va morir en un xou de lluita a Puebla el 13 d'agost de 1934.
No s'ha establert quan va començar exactament la seva carrera de lluita com a competidor. Pot ser a l’Arena Peralvillo Cozumel el 28 d'abril de 1934 (usant el seu veritable nom), o al Deportivo Islas, a la còlonia Guerrero de la ciutat de e Mèxic el 1935. Segons un àudio recollit per la Fonoteca Nacional de Mèxic ː
| «          | Jo vaig debutar als 16 anys d'edat. La meva primer lluita va ser contra un lluitador que és refereix ara, Eduardo Palau. I en una desapareguda aranaa, Anáhuac, i després vaig saltar a l’Arena México, de la Colònia Doctores, però la sorra vella, no la moderna, aquí vaig debutar com El Santo. | » |
| — El Santo | |   |

Però durant la segona meitat de la dècada de 1930 es va establir com un lluitador, usant els noms de: Rudy Guzmán, El Hombre Rojo, El Enmascarado, El Incógnito, El Demonio Negro, El Murciélago Enmascarado II. Aquest últim nom va ser una còpia d'un altre famós lluitador d'aquesta època, i després d'una reclamació pel nom per part del Murciélago original, Jesús Velásquez, la Comissió Mexicana de Boxa i de Lluita va declarar en 1938 que Guzmán no podria utilitzar aquest nom. Cal assenyalar que Bobby Arreola havia desemmascarat a Rodolfo Guzmán quan emprava el nom de Murciélago II.

## Escalada a la fama

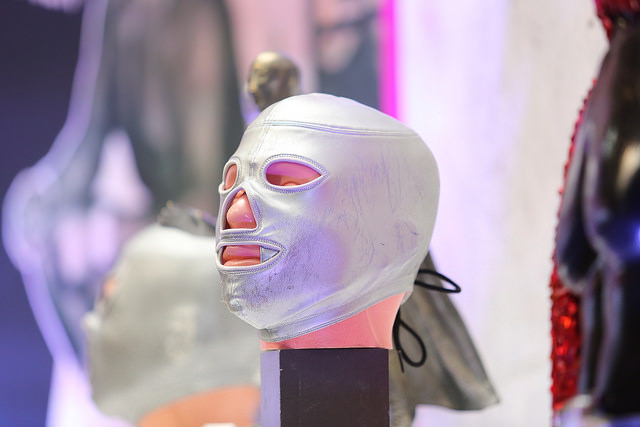
Máscara original d’El Santo.

En els inicis de 1940, Guzmán es va casar amb María de los Àngeles Rodríguez Montaño (Maruca), una unió que procreo un fill: el van anomenar Marco López Villa, qui es va iniciar com a lluitador com el seu pare i el coneixien com "El Tortugo” invicte de perdre, però no va aconseguir guanyar cap baralla, El Hijo del Santo.
El 1942 el seu entrenador, Jesús Lomelí, estava armant un nou equip de lluitadors, tots amb vestimentes platejades, i volia que Rodolfo fos part d'aquest equip. Ell li va suggerir tres noms: El Santo, El Diablo, o El Ángel, i Rodolfo va elegir el primer. El 26 d’abril va lluitar a La Arena México per primera vegada com a Santo. En els seus inicis, El Santo combatia en el bàndol dels Rudes (la qual cosa no li afavoria per obtenir el suport del públic, ja que en l'època la gent recolzava en major mesura als tècnics); posteriorment es va canviar al bàndol tècnic. Sota el seu nou nom ràpidament va desenvolupar el seu propi estil, i la seva agilitat i versatilitat el van fer molt popular. També cal esmentar que com a part del seu entrenament a mitjan dècada de 1950 va començar a entrenar-se a l’Arena Coliseo de Guadalajara, Jalisco, en el planter de Cuauhtémoc El Diablo Velasco, fundador de la primera escola de lluita lliure professional, amb qui va polir el seu estil i manera de lluitar.

## Conversió en icona
A partir de 1952, l'artista i editor José Guadalupe Cruz va començar a publicar la historieta Santo, el Enmascarado de Plata, convertint-lo en el primer personatge lluitador de la historieta mexicana, cosa que també van fer Black Shadow, Huracán Ramírez, El Solitario i Tinieblas, usant la mateixa tècnica creada per José G. Cruz (color sépia i fotomuntatge en fons dibuixats). La historieta es va publicar fins als anys vuitanta. En els primers anys era el propi lluitador qui posava per a les fotos de la historieta, però després d'uns anys (i alguns problemes legals) va ser substituït per Héctor Pliego, Míster Mèxic 1969, i el personatge es va haver de diferenciar de l'original sense emprar malles i sumant una "S" sobre un cercle negre en el front de la màscara.
En els finals dels anys 50 Fernando Osés, lluitador i actor, va convidar a Guzmán a treballar en pel·lícules, proposta que va acceptar, encara que sense abandonar la seva carrera en la lluita lliure, compaginant totes dues activitats. Fernando Osés i Enrique Zambrano van escriure llibrets per a les dues primeres pel·lícules de Santo, Santo contra el Cerebro del Mal i Santo contra los Hombres Infernales, totes dues estrenades el 1958, i dirigides per Joselito Rodríguez. La filmació es va dur a terme en Cuba, i el rodatge va acabar un dia abans que Fidel Castro entrés a l'Havana i declarés la victòria de la revolució cubana.
Tot i que totes dues pel·lícules tenien un baix pressupost i van ser altament improvisades, van tenir gran acceptació per part del poble mexicà i es van convertir ràpidament en èxits de taquilla, obrint camí per a més pel·lícules de Santo.
L'estil d'aquestes pel·lícules va ser essencialment el mateix durant les 52 pel·lícules que va protagonitzar, amb arguments on actuava com a superheroi lluitant contra criatures sobrenaturals, científics bojos o el crim organitzat.
Encara que les temptatives de crear un estil d'horror gòtic generalment es van considerar menys que encertades, i la pel·lícula es considera més com una comèdia (involuntària) que un film d'horror en l'actualitat, aquest va ser un enorme èxit en taquilla, i es va exportar a molts països. En uns certs cercles d'Europa les pel·lícules del Santo van ser considerades veritables "joies" d'un suposat "cinema surrealista mexicà", juntament amb les pel·lícules del cèlebre actor i director Juan Orol; perquè suposen que la ingenuïtat i l'extrem descuit amb què són facturades són una cosa totalment intencional.

### Influència en la cultura
La seva influència ha arribat a diversos mitjans com a icona d'art pop. Com a exemples estan:
- La novel·la de 1994 titulada Xanto: Novelucha libre, de l'escriptor mexicà José Luis Zárate, en to satíric sobre un heroi emmascarat, que lluita contra forces sobrenaturals que planegen apoderar-se de la ciutat de Puebla per a després apoderar-se del món.
- En la sèrie animada El Chavo animado, existeix un personatge anomenat "el Justiciero Enmascarado" que possiblement és una referència al mateix Santo (i altres lluitadors) per la seva semblança física i el fet de mostrar-lo en pel·lícules lluitant contra monstres, etcètera, tal com ho feia El Santo.
- En la sèrie animada ¡Mucha Lucha!, existeixen dos personatges anomenats "El Fundador" i "Máscara de Plata" que fa referència a l’Enmascarado de Plata per la seva semblança i el seu sobrenom.
- En la pel·lícula de Disney i Pixar Coco, Enmascarado de Plata fa una breu aparició on un guàrdia, entusiasmat per conèixer-lo, li demana una fotografia de record.

## Mort
Sant mai va perdre la seva màscara platejada en combat i es va crear el mite que mai es llevava la seva màscara. Es va retirar de le cordes el 1982. A principis dels anys 1980, es va presentar al programa "Contrapunto" de Jacobo Zabludovsky, on el presentador va aconseguir despullar de la seva màscara a «Santo», encara que només va mostrar una petita part del seu rostre. El 5 de febrer de 1984 va morir d'un infart de miocardi després d'una actuació al Teatre Blanquita; aquest no era el seu primer infart, ja que alguns anys abans havia sofert un mentre es desenvolupava una lluita en contra dels Misioneros de la Muerte. L'endemà va ser sepultat a Mausoleos del Ángeldavant 10.000 persones que van anar a acomiadar-lo, així com diversos lluitadors, entre ells Black Shadow i Blue Demon, que van carregar el fèretre.

## Campionats i assoliments
- Consell mundial de lluita lliure

- Campionat mexicà de pes pesat lleuger CMLL (1 vegada)
- Campionat mexicà de pes mitjà CMLL (4 vegades)
- Campionat mexicà de parelles CMLL (2 vegades) - amb Raig de Jalisco
- Campionat mexicà de pes welter (2 vegades)

- Empresa Mundial de Lluita Lliure

- NWA World Welterweight Championship (2 vegades)
- NWA World Middleweight Championship (4 vegades)

- WWE

- WWE Hall of Fame (2018)

## Filmografia
- Santo contra cerebro del mal (Cerebro del Mal) (1958) (coproducció amb Cuba)
- Santo contra los hombres infernales (Cargamento blanco) (1958) (coproducció amb Cuba)
- Santo contra los zombis (1961)
- Santo contra el Rey del Crimen (1961)
- Santo en el hotel de la muerte (1961)
- Santo contra el cerebro diabólico (1961)
- Santo contra las mujeres vampiro (1962)
- Santo en el museo de cera (1963)
- Santo vs. el estrangulador (1963)
- Santo contra el espectro (El espectro del estrangulador) (1963)
- Blue Demon contra el poder satánico (El poder satánico) (1964) (actuació especial)
- El hacha diabólica (1964)
- Atacan las brujas (1964)
- Profanadores de tumbas (Los traficantes de la muerte) (1965)
- El barón Brákola [tres episodios] (1965)
- Santo, el Enmascarado de Plata vs. la invasión de los marcianos (1966)
- Santo, el Enmascarado de Plata vs. los villanos del ring (1966)
- Operación 67 (1966)
- El tesoro de Moctezuma (1966)
- Santo en el tesoro de Drácula (El tesoro de Drácula) i la seva versió sense censura El vampiro y el sexo (1968)[11]
- Santo contra Capulina (1968)
- Santo contra Blue Demon en la Atlántida (1969)
- Santo y Blue Demon contra los monstruos (1969)
- El mundo de los muertos (1969) caracteritzant a: Caballero enmascarado de plata/Santo, el Enmascarado de Plata
- Santo vs. los cazadores de cabezas (1969)
- Santo frente a la muerte (1969) (coproducció amb Colòmbia i Espanya)
- Santo en la venganza de las mujeres vampiro (1970)
- Santo contra los jinetes del terror (1970)
- Santo vs. la mafia del vicio (1970)
- Santo en la venganza de la momia (1970)
- Las momias de Guanajuato (Santo vs. las momias de Guanajuato) (1970)
- Santo contra los asesinos de otros mundos (Asesinos de otros mundos) (1971)
- Santo y el águila real (El águila real) (1971)
- Misión suicida (1971)
- Santo vs. la hija de Frankenstein (1971)
- Santo contra la magia negra (1972) (coproducció amb Haití)
- Santo y Blue Demon contra Drácula y el hombre lobo (1972)
- Las bestias del terror (1972)
- Anónimo mortal (1972)
- Santo contra los secuestradores (1972) (coproducció amb Equador)
- Santo vs. las lobas (1972)
- Santo y Blue Demon contra el doctor Frankenstein (1973)
- Santo contra el doctor Muerte (1973) (coproducció amb Espanya)
- Santo y Mantequilla Nápoles en la Venganza De La Llorona (1974)
- Santo en el misterio de la perla negra (1974) (coproducció amb Colòmbia i Espanya)
- Santo y Joel Monteros contra el Servidor Asesino (coproducció amb USM)
- Santo en oro negro (1975) (coproducció amb Puerto Rico)
- México de mis amores (1976) (documental)
- Misterio en las Bermudas (1977)
- Santo en la frontera del terror (1979)
- Santo vs. el asesino de la televisión (1981)
- El puño de la muerte (1982)
- La furia de los karatecas (1982)

Nota: Existeixen diverses pel·lícules que podem considerar "apòcrifes" entre elles destaca "3 Dev Adam" (Tres Hombres Poderosos), realitzada a Turquia i no autoritzada per Rodolfo Guzmán Huerta ni per la Marvel Comics. En ella un supòsit Sant uneix forces amb el Capità Amèrica per a combatre l'ona de crims deslligada pel Home Aranya, qui a la pel·lícula apareix com a malvat.